# Lilium cernuum

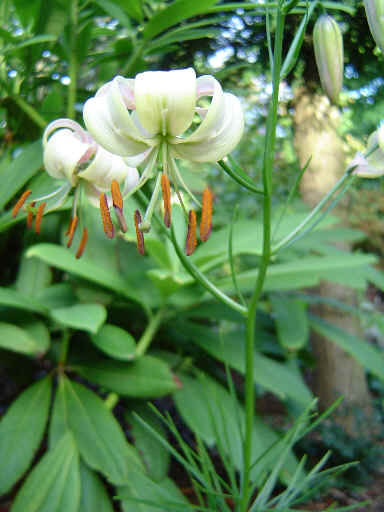
Lilium cernuum var. candidum.

Lilium cernuum (em chinês: 垂花百合) é uma espécie de lírio.
Com uma altura variando entre 30–80 cm a espécie é encontarda na altitude de 500-1 000 metros. A planta é nativa da Manchúria, Coreia e Rússia.

## Variedade
- Lilium cernuum var. atropurpureum
- Lilium cernuum var. candidum
- Lilium changbaishanicum
- Lilium graminifolium
- Lilium palibinianum